# Alois Senefelder

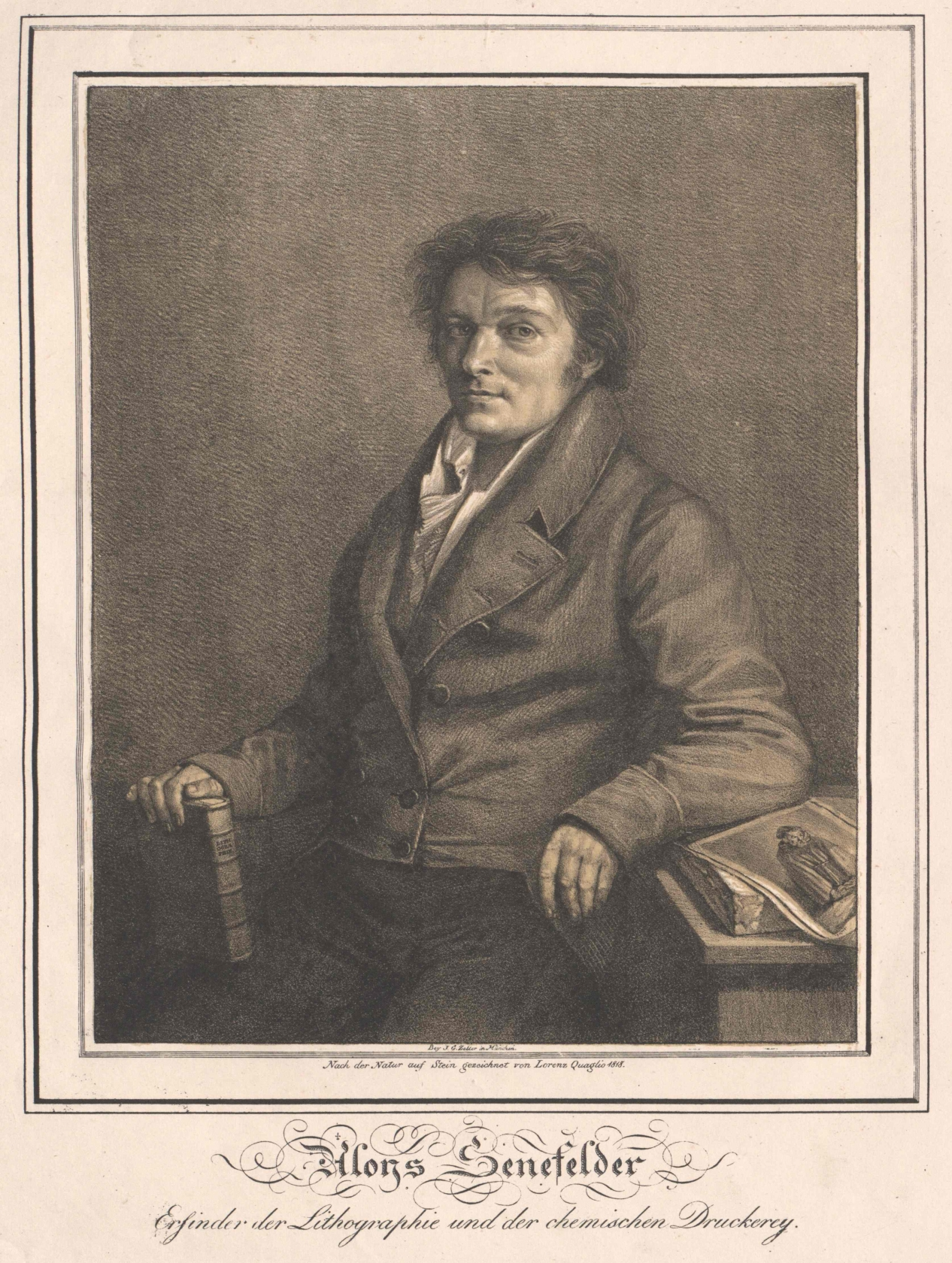
Aloys Senefelder, gezeichnet von Lorenzo Quaglio dem Jüngeren (1818)

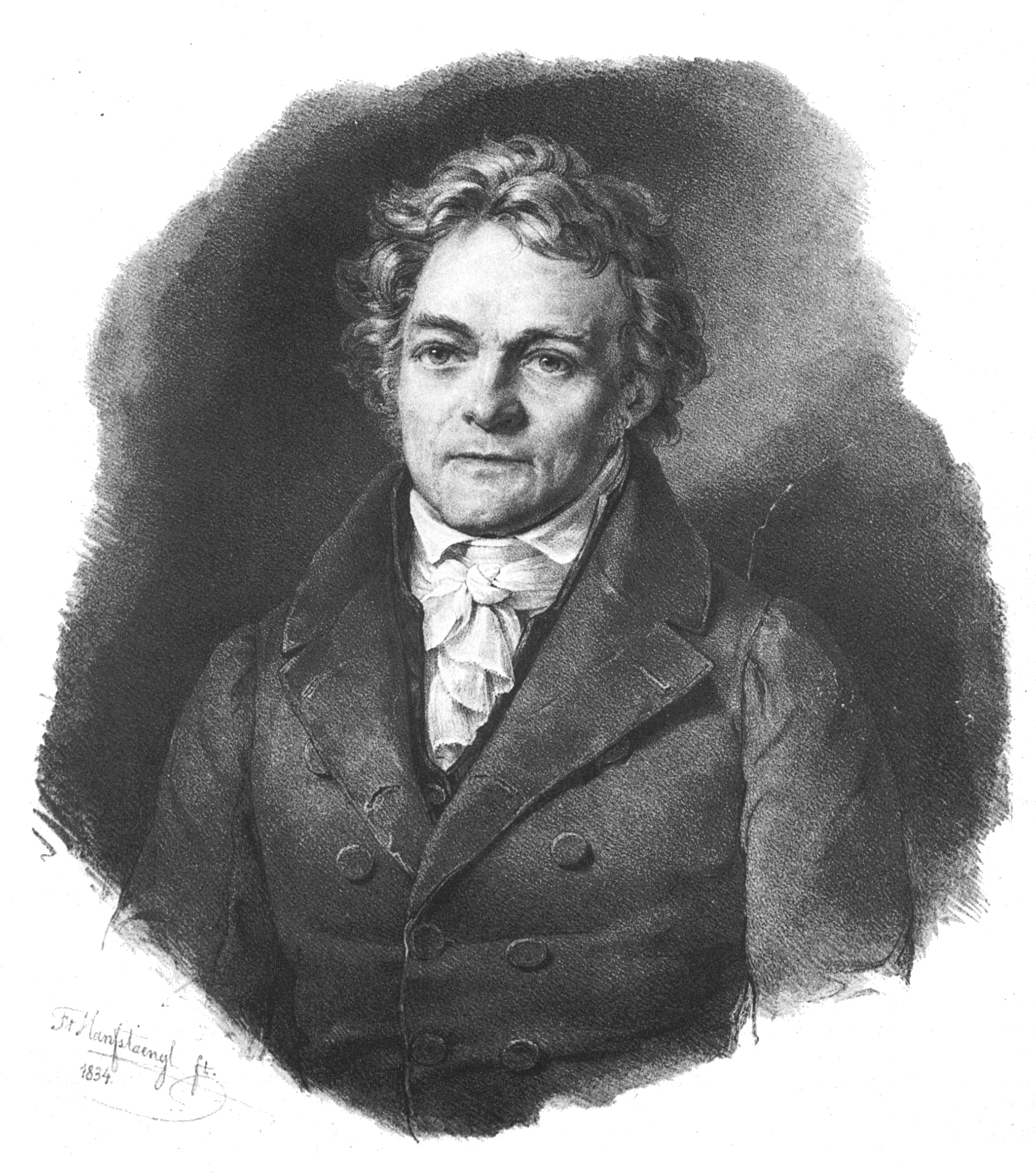
Alois Senefelder 1834

Alois Senefelder oder Aloys Senefelder (* 6. November 1771 in Prag; † 26. Februar 1834 in München) war der Erfinder der Lithografie.

## Familie und Jugendjahre

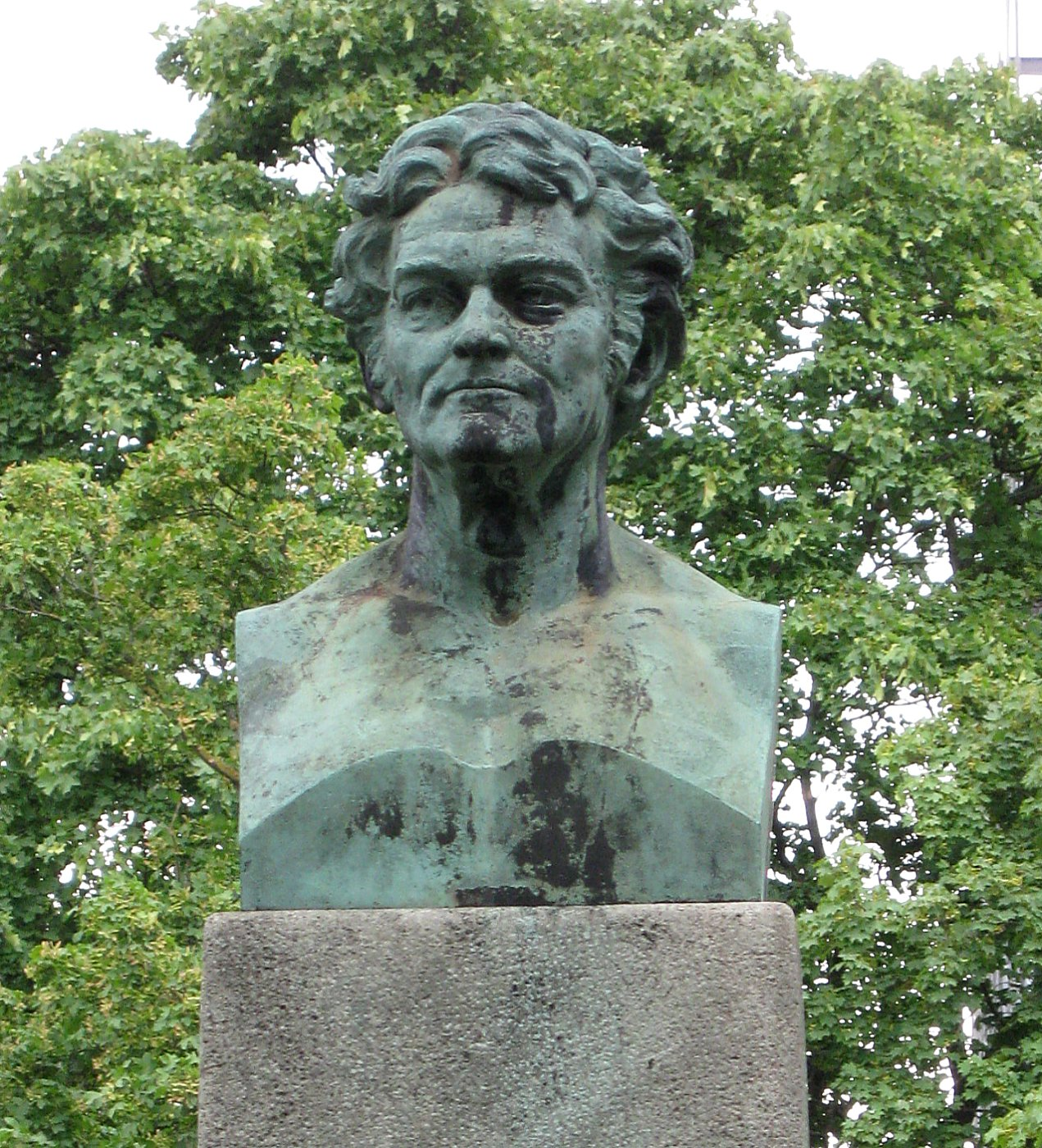
Stelenbüste auf dem Marsplatz in München, von Julius Zumbusch

Alois Senefelder war Sohn des aus Königshofen in Franken stammenden Münchner Hofschauspielers Franz Peter Sennfelder und dessen Frau Katharina Sennfelder, geborene von Volk. Alois Senefelder wurde in Prag geboren, weil seine Eltern dort gastierten.
Seine Schulzeit absolvierte er bis 1787 am Jesuitengymnasium München (heute: Wilhelmsgymnasium München) und erhielt daneben Klavier- und Gesangsunterricht durch anerkannte Musiker, wie dem Hoforganisten Anton Ferchl. In den Jahren 1789 bis 1793 studierte Senefelder an der Universität Ingolstadt Rechtswissenschaften, die er mit Auszeichnung absolvierte.
Neben dem Studium zeigte er Freude am Schauspiel und versuchte sich als Literat. Nach dem Studienende schloss er sich zeitweise einer fahrenden Schauspielertruppe an, betätigte sich aber zunehmend schriftstellerisch. Erfolgreich wurde sein erstes größeres Stück, das Lustspiel Die Mädchenkenner. Es wurde im Münchner Hoftheater uraufgeführt, wo Senefelder als Requisiteur angestellt war, und erschien 1792 gedruckt. In der Absicht, aus Kostengründen seine Stücke zukünftig selbst drucken zu können, wandte sich Senefelder den Problemen der Drucktechnik zu.

## Erfindung der Lithografie

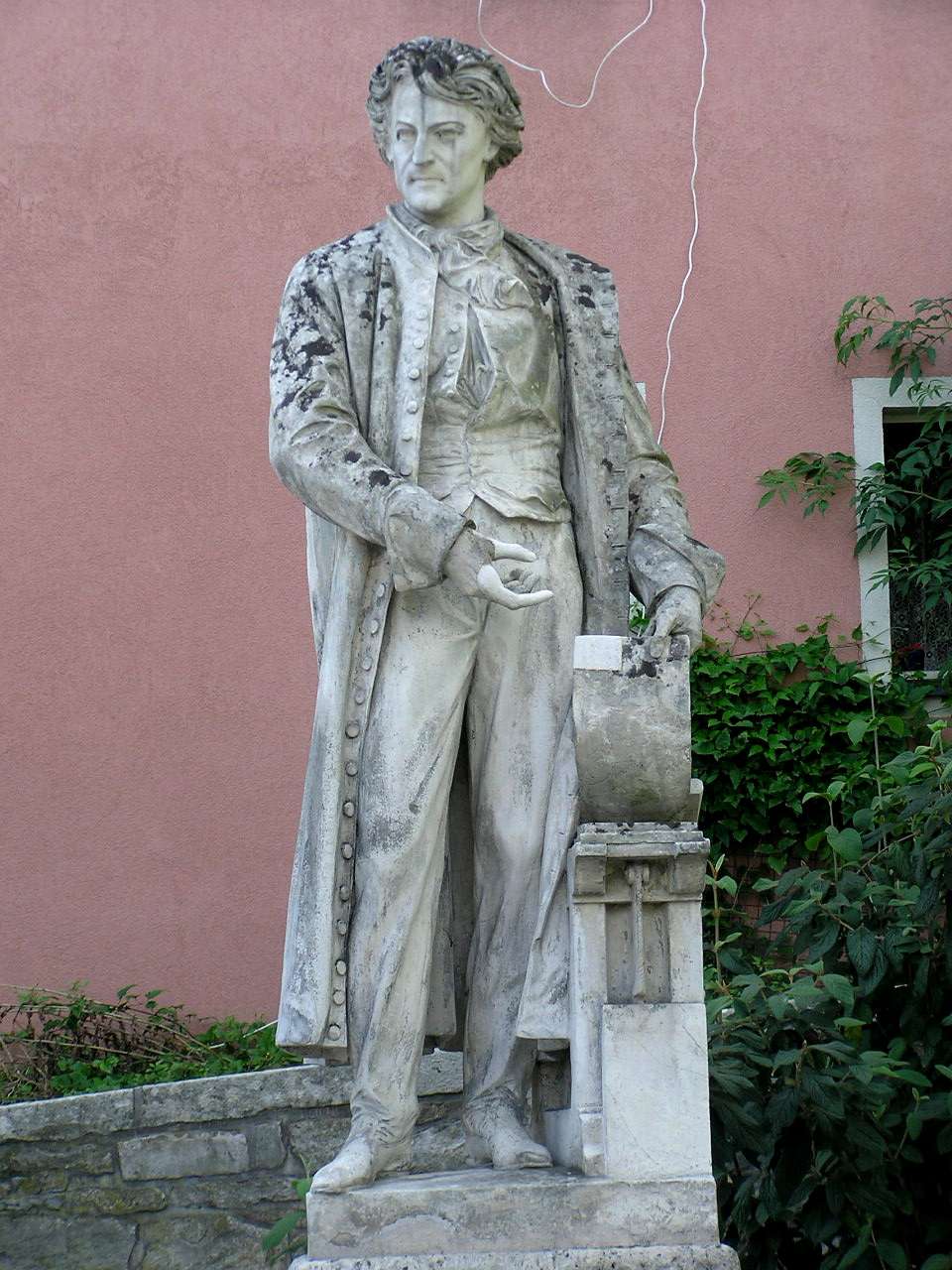
Das Alois-Senefelder-Denkmal in der Ortsmitte von Solnhofen

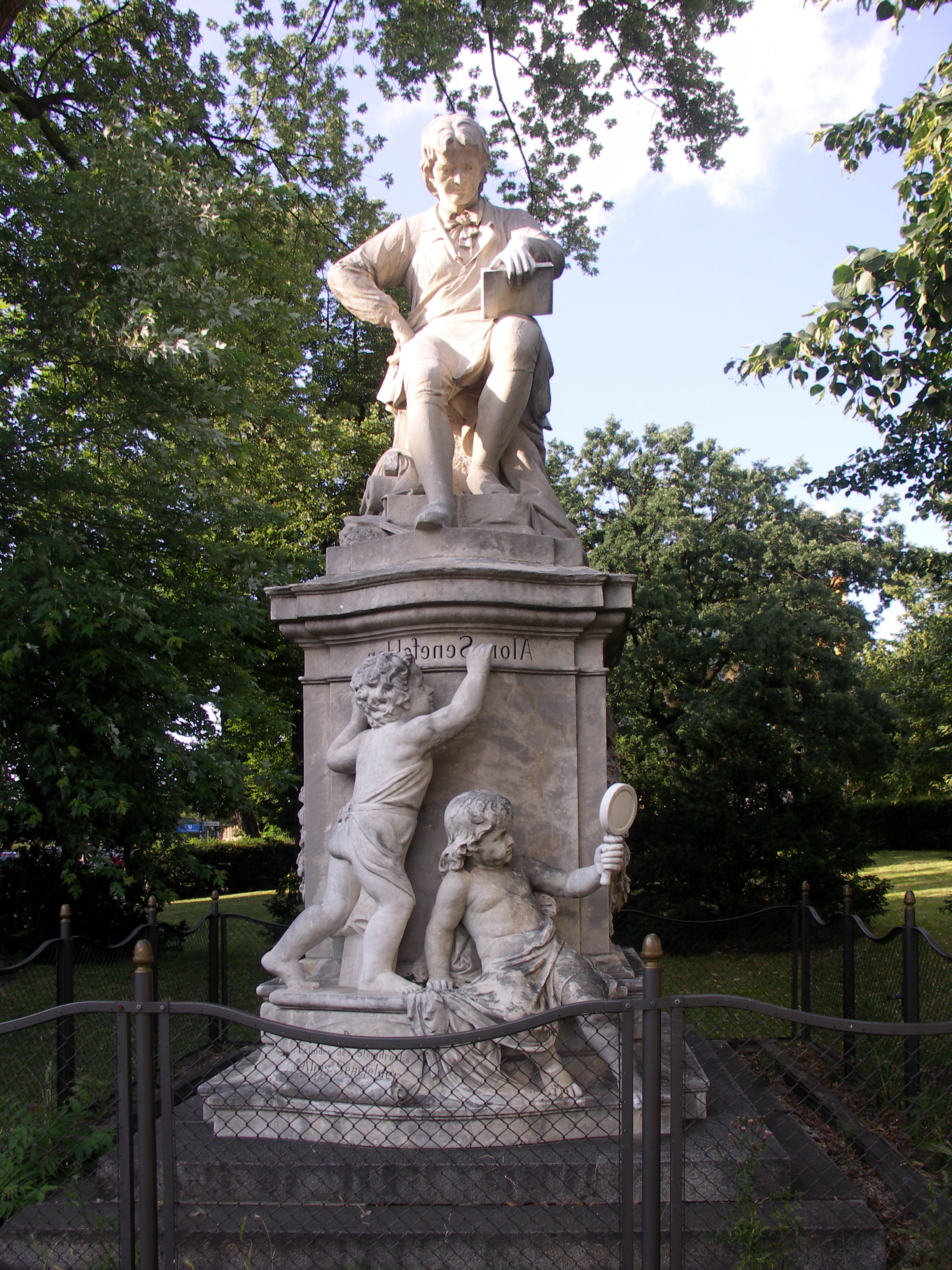
Das Denkmal für Alois Senefelder auf dem Senefelderplatz in Berlin von Rudolf Pohle, 1892. Man beachte den von einem Putto wie bei einer Lithografie spiegelverkehrt geschriebenen Namen, der andere Putto liest ihn mittels Handspiegel

Während eines Spaziergangs an einem Regentag bemerkte er 1796, dass sich ein Blatt auf einem Kalkstein abgebildet hatte. Diese Beobachtung brachte ihn auf den Gedanken, auf Stein zu ätzen. Mangels Zeichenkenntnissen versuchte der ausgebildete Musiker, mit dieser Technik Notenblätter zu vervielfältigen. „Ein Stückchen äußerst schlecht gedruckter Musiknoten aus einem alten Gesangbuch weckten sogleich die Idee, dass ich mit meiner neuen Druckart auch Musikalien weit schöner als bleierne Lettern liefern könnte.“ Bereits im Juli 1797 erschien Senefelders erstes Werk, „XII Lieder mit Begleitung des Claviers von Franz Gleißner“. Schnell erregte die neue Drucktechnik „Aufmerksamkeit im In- und Ausland wegen der Schönheit und Deutlichkeit der Schrift, wegen der Glätte des Druckes auf dem Papier und der überraschenden Wohlfeilheit“.
Solnhofener Plattenkalk (Oberjura), ein ausgesprochen feinkörniger Kalkstein, eignete sich gut als Grundlage für das Druckverfahren. Senefelder zeichnete zunächst auf die plangeschliffene Steinplatte mit fetthaltiger Tusche oder Kreide seitenverkehrt die zu druckenden Partien, wodurch diese Stellen wasserabweisend wurden. Danach befeuchtete er die Druckform mit einer wässrigen Lösung aus Gummiarabikum und verdünnter Salpetersäure, was bewirkte, dass die nicht beschrifteten Stellen Wasser hielten und so fettabweisend wurden. Die im dritten Arbeitsgang mit einer Rolle aufgebrachte fetthaltige Druckfarbe haftete nur noch an den wasserabweisenden Partien. Schließlich wurde ein Bogen Papier auf den Stein gelegt und die Druckfarbe durch kräftiges Aufpressen übertragen.
Die Erfindung der Lithografie bedeutete eine große technische Innovation, da diese Drucke auch bedeutend kostengünstiger hergestellt werden konnten. Die Erstellung von Notenblättern im Steindruck kostete nur noch ein Fünftel des bis dahin eingesetzten Kupferstichs.

## Beruflicher Werdegang
1796 traf Senefelder in München auf den Hofmusiker Franz Gleißner, bei dem er umsonst Kost und Logis fand. Als Gegenleistung erteilte er dessen Töchtern Klavierunterricht. Gleißner und seine Frau, die beide an die Anwendbarkeit der neuen Drucktechnik glaubten, unterstützten ihn finanziell und förderten ihn „bis zur Selbstaufgabe“. 1797 baute Senefelder eine brauchbare Stangen- bzw. Galgenpresse für das neue Druckverfahren und machte Versuche im Mehrfarbendruck. Seine Erfindung nannte er chemische Druckerei oder Steindruckerei. 1797 erschienen 12 Blätter „Giftpflanzen für Schulen“. In Frankreich wurde sie seit etwa 1803 Lithografie genannt. Seine Brüder Theobald, Georg, Karl und Clement assistierten ihm dabei.
1799 erfolgte die erste kommerzielle Anwendung der Lithografie in Offenbach am Main, nachdem der Musikverleger Johann Anton André von Senefelder das Patentrecht für das „… Geheimnis, Noten und Bilder auf Stein drucken zu können …“ erworben hatte, um das neue Verfahren für den Notendruck zu nutzen. Senefelder selbst richtete in Offenbach die ersten fünf Steindruckpressen ein und wies die Mitarbeiter Andrés persönlich in den Gebrauch der Maschinen ein. André erkannte die Bedeutung der Erfindung und ließ kurz darauf, im Jahr 1800, durch seine Brüder umgehend Filialen des Verlags – unter Sicherung der dortigen Patentrechte – in Paris und London einrichten. Mozarts Klavierkonzerte erschienen ab 1800 als erste lithografische Notendrucke.
Über diese frühesten lithografischen Werkstätten erfolgte bald auch der Druck von Künstlergrafiken, nachdem der Nutzen der Lithografie – beispielsweise für die Vervielfältigung von Zeichnungen ohne Verfälschung der jeweiligen künstlerischen Handschrift – erkannt worden war. Senefelder nannte seine ersten Steindrucke selbst Polyautografien. Das Original seiner Stangenpresse steht in München im Deutschen Museum. Im Haus der Stadtgeschichte in Offenbach am Main befinden sich ein funktionsfähiger Nachbau der Stangenpresse, zahlreiche frühe Steindruckplatten, zumeist aus dem Bestand der Andréschen Manufaktur, und frühe Steindruck-Erzeugnisse derselben Druckerei.
Sehr früh erkannten auch die Vermessungsämter die Bedeutung eines preiswerten und genauen Druckverfahrens wie der Lithografie. So wurde Senefelder 1809 zum Inspektor für die eigens gegründete Lithographische Anstalt in München ernannt. Ähnliche Anstalten entstanden unter seiner Anleitung in Berlin, Paris, London und Wien.
Seine ersten lithografischen Meisterwerke waren 1807/1808 die nach Albrecht Dürers Originalzeichnungen kopierten Randzeichnungen im Gebetbuch Kaiser Maximilians, und 1808/1809 als lithografische Kopien Albrecht Dürers christliche-mythologische Handzeichnungen  (gemeinsam mit Johann Nepomuk Strixner) und dazu als Ergänzung lithografische Kopien von Zeichnungen Lucas Cranachs. Diese wurden insbesondere auch von Johann Wolfgang von Goethe voller Begeisterung gewürdigt. In der „Jenaische Allgemeine Literatur-Zeitung“ schrieb Goethes Freund Heinrich Meyer 1808 und 1809 Kritiken über diese Werke unter dem Signet „W.K.F.“ (Weimarische Kunstfreunde).

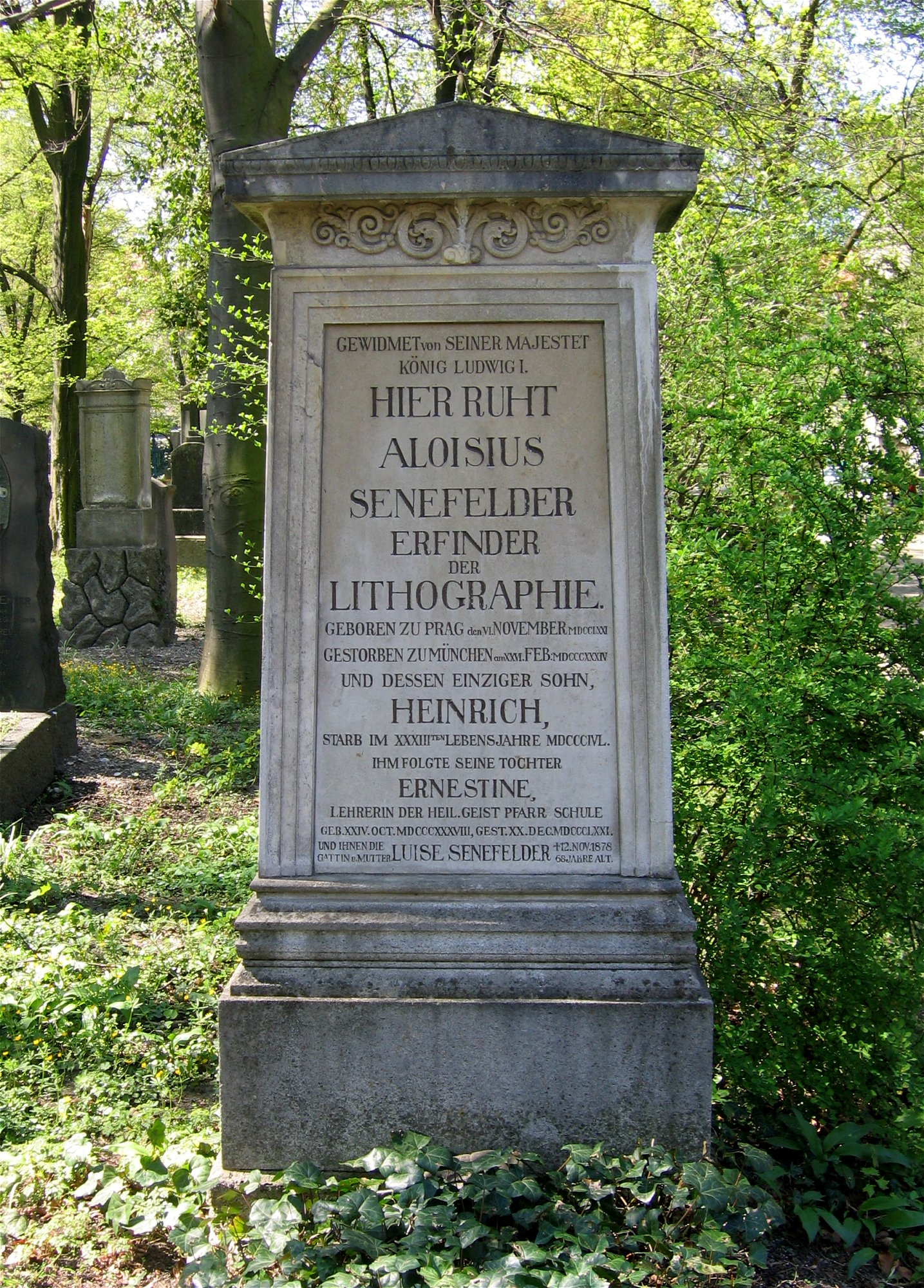
Grab von Alois Senefelder auf dem Alten Südlichen Friedhof in München:

1808/1809 gab Senefelder gemeinsam mit Franz Gleissner das Musterbuch über alle lithographische Kunst Manieren: welche die königliche alleinprivilegirte steindruckerey von Aloys Senefelder, Franz Gleissner & Comp. in München in solchen arbeiten, so die Kupferstecher-, Formschneide-, und Buchdrucker-Kunst nachahmen, zu liefern im Stande ist heraus, wobei jedoch nur das erste der angekündigten vier Hefte tatsächlich erschien. In jener Zeit arbeitete der Lithograf Franz Seraph Weishaupt (1785–1866) in seiner Werkstatt.
1818 (2. Ausgabe 1821) verfasste Senefelder ein komplettes Lehrbuch zur Steindruckerey. Für seine erweiterte Erfindung, anstelle von Steinplatten Metallplatten für den Druck zu verwenden, erhielt Senefelder am 22. Januar 1818 von „Sr. königl. Majestät von Baiern“ ein sechsjähriges „Privilegium“, also ein Patent.
1818 wurde in Wien nach Münchner Vorbild das Lithographische Institut des Grundsteuerkatasters gegründet. Dazu wurde Senefelder nach Wien berufen und er übernahm den Aufbau.
1826 gelang Senefelder der Druck farbiger Motive und 1833 der Druck auf Stein übertragener Ölgemälde auf Leinwand. Seine metallografischen Versuche, von Stahl-, Zink-, Messing- und Kupferplatten zu drucken, wurden später zur Grundlage des Offsetdrucks.
Ein weiteres Anwendungsfeld eröffnete sich 1802 für die Lithografie im Stoffdruck. In einer Baumwollspinnerei- und Weberei in Pottendorf bei Wien, die von dem Engländer Johann Thornton betrieben wurde, gelang Senefelder sein kostengünstigeres Druckverfahren auch beim Kattundruck.

## Grabstätte
Die Grabstätte von Alois Senefelder befindet sich auf dem Alten Südlichen Friedhof in München (Gräberfeld 5 – Reihe 2 – Platz 1) Standort. Das Grabmal wurde von Ludwig I. gestiftet und von Leo von Klenze entworfen.

## Ehrungen

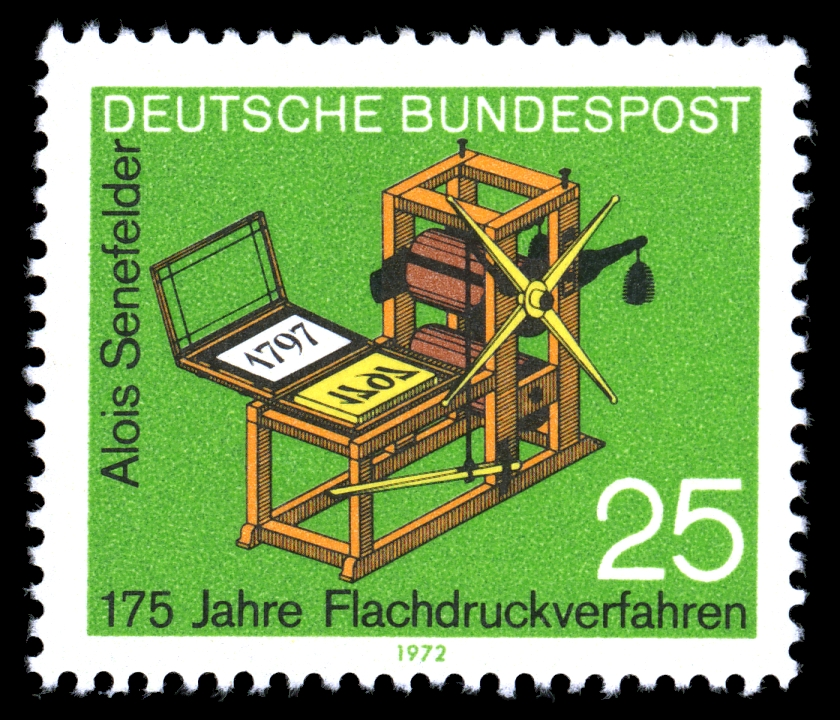
Deutsche Briefmarke von 1972

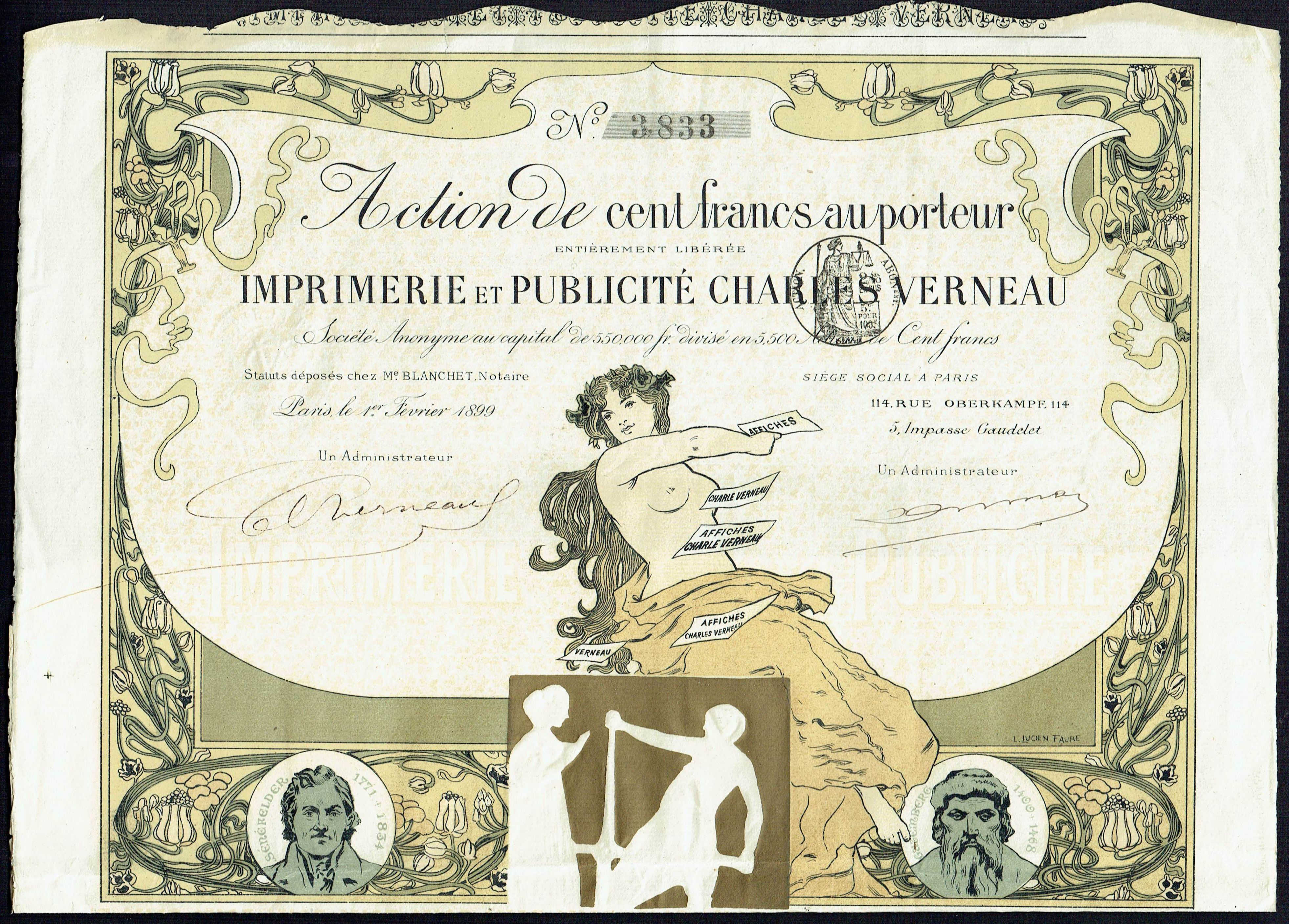
Darstellung von Alois Senefelder auf einer Aktie der Druckerei „Imprimerie et Publicité Charles Verneau“ vom 1. Februar 1899

- Am 17. Mai 1808 besuchte der bayerische Kronprinz Ludwig und dessen Schwester Charlotte die Werkstatt von Senefelder und ließen sich die neue Erfindung zeigen. Dort wurde ihm der Titel primus auctor verliehen.
- Um 1808 wurde seine Büste angefertigt und in der Ruhmeshalle in München aufgestellt.
- In Solnhofen steht das 1845 geschaffene Alois-Senefelder-Denkmal.
- Verschiedene Straßen wurden nach ihm benannt u. a. seit 1871 in Wien-Favoriten die Senefeldergasse, in Bremen wie in über 50 weiteren Städten in Deutschland.
- Eine Stelenbüste, 1877 geschaffen von Julius Zumbusch, stand von 1877 bis Mitte der 1950er-Jahre am Sendlinger-Tor-Platz in der Münchner Altstadt, bevor sie für den autogerechten Ausbau des Platzes weichen musste und 1958 an den Marsplatz in München-Maxvorstadt zur nach ihm benannten Berufsschule versetzt wurde.[10]
- In Berlin-Prenzlauer Berg wurde 1896 ein Platz mit seinem Denkmal nach ihm benannt.
- Die Internationale Senefelder-Stiftung wurde 1971 gegründet. Sie vergibt den Internationalen Senefelder-Preis.[11]
- In Offenbach, wo die erste kommerzielle Anwendung der Lithografie erfolgte, wurde 2019 bei der Bildung neuer Stadtteile das Senefelderquartier nach ihm benannt.[12]
- Die Gesamtschule in Treuchtlingen trägt den Namen Senefelder-Schule.
- Das Berufsschulzentrum für Druck- und Medientechnik in München trägt den Namen Berufliches Schulzentrum Alois Senefelder München
- Nach Senefelder benannt sind die Pflanzengattungen Senefeldera Mart. und Senefelderopsis Steyerm. aus der Familie der Wolfsmilchgewächse (Euphorbiaceae).[13]

## Schriften
- Die Mädchenkenner, oder So ein Gelehrter, und nur Famulus: Ein Lustspiel in drey Aufzügen. Hübschmann, München 1792.
- Mathilde von Altenstein, oder die Bärenhöhle: Ein ritterliches Schauspiel in fünf Aufzügen. Hübschmann, München 1793.
- Vollständiges Lehrbuch der Steindruckerey, enthaltend eine richtige und deutliche Anweisung zu den verschiedenen Manipulations-Arten derselben in allen ihren Zweigen und Manieren belegt mit den nöthigen Musterblättern nebst einer vorangehenden ausführlichen Geschichte dieser Kunst von ihrem Entstehen bis auf gegenwärtige Zeit. Thienemann-Gerold, München/Wien 1818.
  - 2. Ausgabe, Fleischmann, München 1821 (Digitalisat).